# Mark Singleton
Mark Singleton (Inglaterra, 2 de março de 1919 – Londres, julho de 1986) foi um ator britânico de cinema e televisão.

## Filmografia selecionada
- Transatlantic (1960)
- The Last Train (1960)
- Enter Inspector Duval (1961)
- The Court Martial of Major Keller (1961)
- Mrs. Gibbons' Boys (1962)
- The Traitors (1962)
- Operation Snatch (1962)
- The Night of the Prowler (1962)
- Death Is a Woman (1966)
- Salt and Pepper (1968)
- Keep It Up Downstairs (1976)
- A Game for Vultures (1979)